# Pharmacological Reviews
Pharmacological Reviews, abgekürzt Pharmacol. Rev., ist eine wissenschaftliche Zeitschrift, die von der American Society for Pharmacology and Experimental Therapeutics veröffentlicht wird. Die erste Ausgabe erschien im April 1949. Die Zeitschrift erscheint vierteljährlich.
Es werden Reviewarbeiten aus allen Bereichen der Pharmakologie veröffentlicht. Berichte zur IUPHAR-Nomenklatur werden hier publiziert.
Der Impact Factor lag im Jahr 2014 bei 17,099. Nach der Statistik des ISI Web of Knowledge wird das Journal mit diesem Impact Factor in der Kategorie Pharmakologie und Pharmazie an dritter Stelle von 254 Zeitschriften geführt.
Chefherausgeber ist David R. Sibley (National Institute of Neurological Disorders and Stroke, Bethesda, Maryland, Vereinigte Staaten von Amerika).